# Frederik Ernest Fesca
Frederik Ernest Fesca (Magdeburg, 1789 – Karlsruhe, 1826) fou un violinista i compositor alemany. Als quatre anys ja tocava el piano d'oïda, als nou començà estudiar el violí amb Lohse, primer violí del teatre de Magdeburg, i als onze donà un concert en aquella ciutat. Després estudià l'harmonia amb Zaccharia i el contrapunt amb Pitterlin, passant més tard a Leipzig, a Oldenburg, on serví en la capella del duc, i, finalment, a la capella i òpera de Cassel. El 1814 es traslladà a Viena, on fou nomenat primer violinista del gran duc de Baden, i un any Després director dels seus concerts. Llur estil era elegant, airós i ple d'atractiu. Va escriure: Quartets; Quintets; Simfonies; Cançons; Salms; Popurris; una òpera, Oluar & Leila; obertures; etc. El seu fill, Alexander Ernest Fesca també fou músic i compositor.